# La Overuela
La Overuela es un barrio de Valladolid (España), . Se encuentra en las afueras de la ciudad, separado un par de kilómetros del núcleo principal de la población, al norte del término municipal.
Se emplaza en la ribera del río Pisuerga, rodeado por un meandro de este; y el canal de Castilla, a la altura de su esclusa número 41
Sus calles principales son la de los Títulos (antigua carretera VP-3401) y la del Arrabal.
La Overuela, de pasado eminente agrícola y ganadera, se ha convertido en un barrio residencial. El rey Alfonso X de Castilla, en el siglo XII, escribió parte de Las Siete Partidas en el Palacio de Mirabel, ya desaparecido, situado en el barrio.
Fue un municipio independiente hasta 1857.

## Transporte público
El barrio se comunica con el centro de Valladolid gracias a una línea de transporte urbano gestionada por la empresa Autobuses Urbanos de Valladolid S.A. (AUVASA).
Líneas ordinarias:
| Línea | Trayecto                     | Frecuencia                  |
| ----- | ---------------------------- | --------------------------- |
| 24    | La Overuela - Plaza Poniente | Todos los días: 60 minutos. |

Líneas Búho
| Línea | Trayecto               | Frecuencia |
| ----- | ---------------------- | --- |
| B4    | Covaresa - La Overuela | Viernes, sábados y vísperas de festivos: A las 03:00h de la madrugada desde el centro; 23:15 desde La Overuela. |